# Фридрих Вильгельм I Мекленбургский
Фридрих Вильгельм I (нем. Friedrich Wilhelm I.; 28 марта 1675, Грабов — 31 июля 1713, Шлангенбад) — правящий герцог Мекленбург-Шверина в 1692—1713 годах.
Фридрих Вильгельм — старший сын принца Фридриха Мекленбургского (1638—1688) и Кристины Вильгельмины Гессен-Гомбургской (1653—1722) и племянник бездетного герцога Кристиана Людвига I Мекленбургского. Фридрих Вильгельм наследовал своему дяде в Мекленбург-Шверине 21 июня 1692 года. После угасания Гюстровской линии мекленбургской династии между Фридрихом Вильгельмом и его дядей Адольфом Фридрихом II разразился острый династический конфликт за наследство, который резко обострился и поставил страну на грань гражданской войны. Конфликт был улажен только благодаря вмешательству иностранных держав на основе Гамбургского договора, который вновь разделил Мекленбург на две автономные части, сохранившиеся до 1918 года княжества Мекленбург-Стрелиц и Мекленбург-Шверин и ввёл в династии примогенитуру.
В целях преодоления последствий Тридцатилетней и Северной войн в 1708 году Фридрих Вильгельм ввёл положение о потреблении и налогах. Помимо налогообложения рыцарства и клира положение отменяло крепостную зависимость крестьян от их помещиков. Крепостное право переводилось в наследственную аренду, барщина заменялась денежными выплатами. Положение положило начало глубоким противоречиям между герцогом и сословиями.
2 января 1704 года в Касселе Фридрих Вильгельм женился на Софии Шарлотте Гессен-Кассельской, дочери ландграфа Гессен-Касселя Карла. Брак оказался бездетным. У Фридриха Вильгельма было бесчисленное количество любовниц, от которых у него было как минимум девять детей.
Фридрих Вильгельм умер, возвращаясь из Шлангенбада близ Майнца 31 июля 1713 года. Его вдова поселилась в Бютцове, где и умерла, и была похоронена рядом с супругом в новой церкви Святого Николая в Шверине.